# Aurel (Drôme)
Aurel è un comune francese di 241 abitanti situato nel dipartimento della Drôme nella regione dell'Alvernia-Rodano-Alpi.

## Geografia fisica
Questo piccolo comune è situato nella valle del Drôme, alla confluenza tra il fiume Roanne e il fiume Drôme.
Aurel è situata a 20 km da Die e a 25 km da Crest.

## Economia
L'economia è basata principalmente sulla vinicoltura, per la produzione del famoso vino Clairette de Die.

## Società

### Evoluzione demografica
Abitanti censiti